# Podział administracyjny Niemieckiej Republiki Demokratycznej
Podział administracyjny Niemieckiej Republiki Demokratycznej – do 23 lipca 1952 Niemiecka Republika Demokratyczna (NRD) była podzielona na 5 krajów związkowych (landów), stanowiących jednostki administracyjne państwa unitarnego.
Ustawa z 23 lipca 1952 połączyła gminy tego państwa w 14 okręgów (niem. Bezirk), a 25 lipca 1952 władze wszystkich pięciu krajów związkowych przekazały swoje zadania administracyjne nowym okręgom. W wyniku tego landy zostały w rzeczywistości rozwiązane, bowiem chociaż formalnie nadal istniały, nie pełniły już żadnych funkcji politycznych, ani administracyjnych. Granice nowo utworzonych okręgów nie pokrywały się z granicami krajów związkowych. Berlin Wschodni stanowił osobną jednostkę – „Berlin, stolica NRD” (niem. Berlin, Hauptstadt der DDR).
23 sierpnia 1990 na obszarze NRD utworzono 5 nowych landów (Brandenburgia, Meklemburgia-Pomorze Przednie, Saksonia, Saksonia-Anhalt i Turyngia), natomiast Berlin Wschodni połączono z Berlinem Zachodnim tworząc miasto na prawach landu Berlin po zjednoczeniu Niemiec.

Podział administracyjny NRD w latach 1952–1990

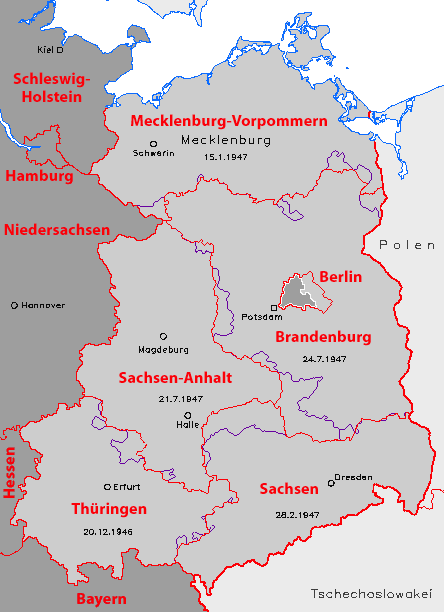
Podział administracyjny NRD:
W latach 1945–1952
W roku 1990

     W latach 1945–1952
     W roku 1990

## Kraje związkowe (landy)
- Brandenburgia – utworzona z pruskiej prowincji Brandenburgia,
- Meklemburgia-Pomorze Przednie – utworzona z Meklemburgii i zachodniej części pruskiej prowincji Pomorze,
- Saksonia – utworzona z Wolnego Państwa Saksonia i zachodnich fragmentów pruskiej prowincji Śląsk,
- Saksonia-Anhalt – utworzona z pruskiej prowincji Saksonia i Wolnego Państwa Anhalt,
- Turyngia – funkcjonująca w granicach z 1944.

## Okręgi
| Mapa | Okręg                                 | Powierzchnia | Ludność (1989) | Gęstość zaludnienia [mieszk./km²] (1989) | Powiaty                        | Gminy |
| ---- | ------------------------------------- | ------------ | -------------- | ---------------------------------------- | ------------------------------ | ----- |
|      | Chociebuż (Cottbus)                   | 8262 km²     | 884 700        | 107                                      | 15 (14 ziemskich i 1 miejski)  | 574   |
|      | Drezno (Dresden)                      | 6738 km²     | 1 757 400      | 261                                      | 17 (15 ziemskich i 2 miejskie) | 594   |
|      | Erfurt                                | 7349 km²     | 1 240 400      | 169                                      | 15 (13 ziemskich i 2 miejskie) | 719   |
|      | Frankfurt nad Odrą (Frankfurt (Oder)) | 7186 km²     | 713 800        | 99                                       | 12 (9 ziemskich i 3 miejskie)  | 438   |
|      | Gera                                  | 4004 km²     | 742 000        | 185                                      | 13 (11 ziemskich i 2 miejskie) | 528   |
|      | Halle                                 | 8771 km²     | 1 776 500      | 203                                      | 23 (20 ziemskich i 3 miejskie) | 684   |
|      | Karl-Marx-Stadt                       | 6009 km²     | 1 859 500      | 309                                      | 24 (21 ziemskich i 3 miejskie) | 601   |
|      | Lipsk (Leipzig)                       | 4966 km²     | 1 360 900      | 274                                      | 13 (12 ziemskich i 1 miejski)  | 422   |
|      | Magdeburg                             | 11 526 km²   | 1 249 500      | 108                                      | 20 (19 ziemskich i 1 miejski)  | 655   |
|      | Neubrandenburg                        | 10 948 km²   | 620 500        | 57                                       | 15 (14 ziemskich i 1 miejski)  | 492   |
|      | Poczdam (Potsdam)                     | 12 568 km²   | 1 123 800      | 89                                       | 17 (15 ziemskich i 2 miejskie) | 755   |
|      | Rostock                               | 7075 km²     | 916 500        | 130                                      | 14 (10 ziemskich i 4 miejskie) | 360   |
|      | Schwerin                              | 8672 km²     | 595 200        | 69                                       | 11 (10 ziemskich i 1 miejski)  | 389   |
|      | Suhl                                  | 3856 km²     | 549 400        | 142                                      | 9 (8 ziemskich i 1 miejski)    | 358   |

### Obszar o szczególnym statusie
| Mapa | Obszar                                           | Powierzchnia | Ludność (1989) | Gęstość zaludnienia [mieszk./km²] (1989) | Dzielnice (Stadtbezirke) | Gminy |
| ---- | ------------------------------------------------ | ------------ | -------------- | ---------------------------------------- | ------------------------ | ----- |
|      | Berlin, stolica NRD (Berlin, Hauptstadt der DDR) | 403 km²      | 1 279 200      | 3 174                                    | 11                       | 1     |

## Powiaty
| - Berlin, stolica NRD - Berlin - Okręg Chociebuż - Chociebuż - Powiat Bad Liebenwerda - Powiat Calau (dolnołuż.: Wokrejs Kalawa) - Powiat Chociebuż (dolnołuż.: Wokrejs Chóśebuz) - Powiat Finsterwalde - Powiat Forst (dolnołuż.: Wokrejs Baršć) - Powiat Guben (dolnołuż.: Wokrejs Gubin) - Powiat Herzberg - Powiat Hoyerswerda (dolnołuż.: Wokrjes Wojerecy) - Powiat Jessen - Powiat Luckau - Powiat Lübben (dolnołuż.: Wokrejs Lubin) - Powiat Senftenberg (dolnołuż.: Wokrejs Zły Komorow) - Powiat Spremberg (dolnołuż.: Wokrejs Grodk) - Powiat Weißwasser (dolnołuż.: Wokrjes Běła Woda) - Okręg Drezno - Drezno - Görlitz - Powiat Bautzen (dolnołuż.: Wokrjes Budyšin) - Powiat Bischofswerda - Powiat Dippoldiswalde - Powiat Drezno - Powiat Freital - Powiat Görlitz - Powiat Großenhain - Powiat Kamenz - Powiat Löbau - Powiat Miśnia - Powiat Niesky - Powiat Pirna - Powiat Riesa - Powiat Sebnitz - Powiat Zittau - Okręg Erfurt - Erfurt - Weimar - Powiat Apolda - Powiat Arnstadt - Powiat Eisenach - Powiat Erfurt - Powiat Gotha - Powiat Heiligenstadt - Powiat Langensalza - Powiat Mühlhausen - Powiat Nordhausen - Powiat Sömmerda - Powiat Sondershausen - Powiat Weimar - Okręg Frankfurt nad Odrą - Frankfurt nad Odrą - Eisenhüttenstadt - Schwedt/Oder - Powiat Angermünde - Powiat Bad Freienwalde - Powiat Beeskow - Powiat Bernau - Powiat Eberswalde - Powiat Eisenhüttenstadt - Powiat Fürstenwalde - Powiat Seelow - Powiat Strausberg - Okręg Gera - Gera - Jena - Powiat Eisenberg - Powiat Gera - Powiat Greiz - Powiat Jena - Powiat Lobenstein - Powiat Pößneck - Powiat Rudolstadt - Powiat Saalfeld - Powiat Schleiz - Powiat Stadtroda - Powiat Zeulenroda | - Okręg Halle - Halle - Dessau - Halle-Neustadt - Powiat Artern - Powiat Aschersleben - Powiat Bernburg - Powiat Bitterfeld - Powiat Eisleben - Powiat Gräfenhainichen - Powiat Hettstedt - Powiat Hohenmölsen - Powiat Köthen - Powiat Merseburg - Powiat Naumburg - Powiat Nebra - Powiat Quedlinburg - Powiat Querfurt - Powiat Roßlau - Powiat Saalkreis - Powiat Sangerhausen - Powiat Weißenfels - Powiat Wittenberg - Powiat Zeitz - Okręg Karl-Marx-Stadt - Karl-Marx-Stadt - Plauen - Zwickau - Johanngeorgenstadt - Schneeberg - Powiat Annaberg - Powiat Aue - Powiat Auerbach - Powiat Brand-Erbisdorf - Powiat Flöha - Powiat Freiberg - Powiat Glauchau - Powiat Hainichen - Powiat Hohenstein-Ernstthal - Powiat Karl-Marx-Stadt - Powiat Klingenthal - Powiat Marienberg - Powiat Oelsnitz - Powiat Plauen - Powiat Reichenbach - Powiat Rochlitz - Powiat Schwarzenberg - Powiat Stollberg - Powiat Werdau - Powiat Zschopau - Powiat Zwickau - Okręg Lipsk - Lipsk - Powiat Altenburg - Powiat Borna - Powiat Delitzsch - Powiat Döbeln - Powiat Eilenburg - Powiat Geithain - Powiat Grimma - Powiat Lipsk - Powiat Oschatz - Powiat Schmölln - Powiat Torgau - Powiat Wurzen - Okręg Magdeburg - Magdeburg - Powiat Burg - Powiat Gardelegen - Powiat Genthin - Powiat Halberstadt - Powiat Haldensleben - Powiat Havelberg - Powiat Kalbe (Milde) - Powiat Klötze - Powiat Loburg - Powiat Oschersleben - Powiat Osterburg - Powiat Salzwedel - Powiat Schönebeck - Powiat Seehausen - Powiat Staßfurt - Powiat Stendal - Powiat Tangerhütte - Powiat Wanzleben - Powiat Wernigerode - Powiat Wolmirstedt - Powiat Zerbst | - Okręg Neubrandenburg - Neubrandenburg - Powiat Altentreptow - Powiat Anklam - Powiat Demmin - Powiat Malchin - Powiat Neubrandenburg - Powiat Neustrelitz - Powiat Pasewalk - Powiat Prenzlau - Powiat Röbel/Müritz - Powiat Strasburg - Powiat Templin - Powiat Teterow - Powiat Ueckermünde - Powiat Waren - Okręg Poczdam - Poczdam - Brandenburg an der Havel - Powiat Belzig - Powiat Brandenburg - Powiat Gransee - Powiat Jüterbog - Powiat Königs-Wusterhausen - Powiat Kyritz - Powiat Luckenwalde - Powiat Nauen - Powiat Neuruppin - Powiat Oranienburg - Powiat Poczdam - Powiat Pritzwalk - Powiat Rathenow - Powiat Wittstock - Powiat Zossen - Okręg Rostock - Rostock - Greifswald - Stralsund - Wismar - Powiat Bad Doberan - Powiat Greifswald - Powiat Grevesmühlen - Powiat Grimmen - Powiat Ribnitz-Damgarten - Powiat Rostock - Powiat Rügen - Powiat Stralsund - Powiat Wismar - Powiat Wolgast - Okręg Schwerin - Schwerin - Powiat Bützow - Powiat Gadebusch - Powiat Güstrow - Powiat Hagenow - Powiat Ludwigslust - Powiat Lübz - Powiat Parchim - Powiat Perleberg - Powiat Schwerin - Powiat Sternberg - Okręg Suhl - Suhl - Powiat Bad Salzungen - Powiat Hildburghausen - Powiat Ilmenau - Powiat Meiningen - Powiat Neuhaus - Powiat Schmalkalden - Powiat Sonneberg - Powiat Suhl |